# 查尔斯·富兰克林·凯特林

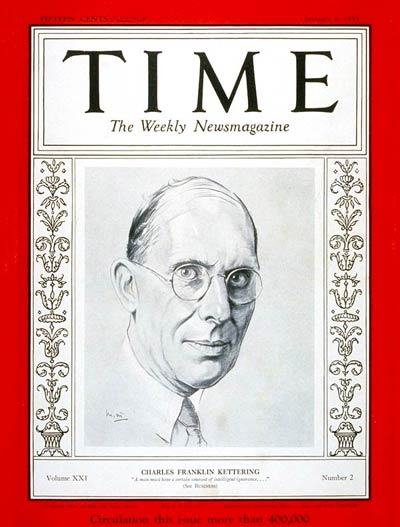
凱特林在1933年1月登上《時代》雜誌封面

查尔斯·富兰克林·凯特林（英語：Charles Franklin Kettering，1876年8月29日—1958年11月25日），有時被稱為查尔斯·弗雷德里克·凯特林（英語：Charles Fredrick Kettering），是一名美國發明家、工程師和商人，擁有186項專利。他是德爾科電子公司的創始人之一，並在1920年至1947年期間擔任通用汽車公司的研究主管。在他最廣泛使用的汽車發展中，有電啟動馬達和含鉛汽油。在與杜邦化學公司的合作中，他負責發明用於製冷和空調系統的氟利昂製冷劑。在杜邦公司，他負責開發杜克漆和搪瓷，這是第一個用於大量生產的汽車的實用彩色塗料。在為代頓-賴特公司工作時，他開發了「蟲子」空中魚雷，被認為是世界上第一種空中導彈。他領導實用、輕便的二衝程柴油機的進步，徹底改變鐵路機車和重型動力機械行業。1927年，他成立凱特林基金會，一個無黨派的研究基金會，並在1933年1月登上《時代》雜誌封面。